# Stéphanie zu Hohenlohe-Waldenburg-Schillingsfürst
Stéphanie Maria Veronika Juliana Prinzessin zu Hohenlohe-Waldenburg-Schillingsfürst geb. Richter, auch „Hitlers Spionin“ genannt (* 16. September 1891 in Wien; † 13. Juni 1972 in Genf), war eine Spionin im Dienste des nationalsozialistischen Deutschlands mit ungarischer Staatsangehörigkeit.

## Leben
Stéphanie Richter wurde als Tochter des Rechtsanwalts Johann Sebastian Richter und seiner Frau Ludmilla Kuranda in Wien geboren. Ihr leiblicher Vater war aber vermutlich der aus Preßburg stammende jüdische Kaufmann Max Wiener, der spätere Vater von Gina Kaus. Sie erhielt ihren Vornamen als Hommage an die österreichische Kronprinzessin Stephanie; ihre fünf Jahre ältere Schwester hieß Ludmilla (genannt Milla).
Stéphanie wuchs behütet und gutbürgerlich auf. Sie wurde in den Fertigkeiten unterrichtet, die damals für „Höhere Töchter“ obligatorisch waren, wie Fremdsprachen, Klavierspielen, Handarbeiten und Tanzen, vervollkommnete ihr Klavierspiel am Wiener Konservatorium, wurde für mehrere Monate auf ein College nach Eastbourne geschickt, um sich in englischer Konversation zu üben, spielte Tennis, schwamm, segelte, jagte, radelte und ruderte. Insbesondere war sie eine begabte Schlittschuhläuferin und lernte viele ihrer Freunde im Wiener Eislauf-Verein kennen. 1904 gewann sie mit 14 Jahren in Gmunden einen Schönheitswettbewerb und bekam daraufhin erste Heiratsanträge. Die ehrgeizige Stéphanie versuchte, Anschluss an die Wiener Oberschicht zu finden. Unter anderem ging sie mit dem Ehemann der Kaisertochter Marie Valerie, Erzherzog Franz Salvator von Österreich-Toskana, eine Beziehung ein.
Im Mai 1914 heiratete Stéphanie den Prinzen Friedrich Franz zu Hohenlohe-Waldenburg-Schillingsfürst, obwohl sie zu der Zeit bereits von Franz Salvator schwanger war. Vermutlich wusste sie unmittelbar vor der Eheschließung davon und ging wohl die Ehe ein, um dies zu vertuschen. Stéphanies Sohn Franz Josef zu Hohenlohe-Schillingsfürst wurde am 5. Dezember 1914 in Wien geboren. Nach dem Ende der österreichisch-ungarischen Monarchie wurden Stéphanie und Friedrich Franz zu Hohenlohe ungarische Staatsbürger. Nach ihrer Scheidung 1920 knüpfte sie geheime diplomatische Missionen, z. B. in Großbritannien im Auftrag des damaligen Reichsverwesers von Ungarn, Miklós Horthy. In dieser Funktion überzeugte sie 1927 Lord Rothermere, sich für die Interessen Ungarns einzusetzen, während sie in dessen Auftrag Kontakte zur NS-Führung in Deutschland knüpfte.
Es gelang ihr, mit einflussreichen Nationalsozialisten wie Joseph Goebbels und dem persönlichen Adjutanten Adolf Hitlers, Fritz Wiedemann, in Verbindung zu kommen. Auf Anordnung Hitlers wurde sie 1937 neben Wiedemann auf die Gästeliste zum Botschaftsfest in London anlässlich der Krönung Georgs VI. gesetzt, obwohl ihr der deutsche Botschafter Joachim von Ribbentrop Hausverbot erteilt hatte. Ungeachtet ihrer jüdischen Herkunft gelang es ihr, in Hitlers Nähe zu kommen, der sie seine „liebe Prinzessin“ nannte. Am 10. Juni 1938 steckte er ihr das Goldene Ehrenzeichen der NSDAP an, was in Hitlers Umgebung helle Empörung auslöste. Anscheinend war er mit ihr sogar per Du. Sie gehörte damit zu der kleinen Gruppe sogenannter „Ehrenarier“. Stéphanie zu Hohenlohe nutzte für Hitler ihre internationalen Beziehungen, vor allem zu hochrangigen Nazi-Sympathisanten in England, wo sie Ehrenmitglied der Anglo-German Fellowship wurde. In Anerkennung ihrer Vermittlerdienste zu Lord Halifax wurde ihr 1938 von Hitler und Hermann Göring das Schloss Leopoldskron in Salzburg als Residenz zur Verfügung gestellt, wo sie einen „politischen Salon“ errichten wollte. Im September 1939 berichtet der französische Journalist Roland Lennad über ihre Spionageaktivitäten in Vittel im Jahr 1938 und ordnet diese konzertierten Maßnahmen der Auslandspropaganda des Auswärtigen Amtes zu.
Stéphanie zu Hohenlohe ging 1940 in die Vereinigten Staaten, vorgeblich, um ihrem Geliebten Fritz Wiedemann zu folgen, der Anfang 1939 Generalkonsul in San Francisco geworden war. Dort knüpfte sie umgehend Kontakt zu einflussreichen Persönlichkeiten und erlangte die Staatsbürgerschaft der Vereinigten Staaten, wurde aber 1941 kurzzeitig interniert. Dank ihrer Freundschaft mit dem damaligen Leiter der Einwanderungsbehörde, Major Lemuel B. Schofield, kam sie schnell wieder frei, wurde jedoch nach dem Angriff auf Pearl Harbor erneut inhaftiert und erst am 9. Mai 1945 entlassen. In der Nachkriegszeit lebte sie mit Schofield zusammen und konnte ihre Kontakte zu politischen Kreisen erneuern und ausbauen. Sie lernte nicht nur Präsident Harry S. Truman kennen, sondern auch dessen Nachfolger John F. Kennedy und Lyndon B. Johnson. Gemeinsam mit dem amerikanischen Journalisten Drew Pearson arrangierte sie für Journalisten der Illustrierten Quick und Stern Interviewtermine mit amerikanischen Präsidenten. Später begann sie eine lukrative Zusammenarbeit mit Axel Springer.
Stéphanie zu Hohenlohe wohnte zuletzt in der rue Alfred-Vincent in Genf, unweit des Hotels Beau-Rivage und litt zunehmend an der Paget-Krankheit. Am 12. Juni 1972 begab sie sich wegen starker Bauchschmerzen in die Privatklinik »La Colline«, wo sie wegen eines Magengeschwürs, das durchzubrechen drohte, operiert wurde. Sie starb tags darauf an den Folgen des Eingriffs und wurde am 16. Juni 1972 auf dem Dorffriedhof von Meinier beigesetzt.